# Wang Shun
Wang Shun (født 11. februar 1994) er en kinesisk svømmer, der har specialiseret sig i medley. 
Han repræsenterede sit land under sommer-OL 2012 i London, hvor han røg ud i de indledende runder på 200 meter individuel medley.